# 그는 나에게 지타를 아느냐고 물었다
"그는 나에게 지타를 아느냐고 물었다"는 1997년에 개봉한 대한민국의 멜로 영화이다.

## 캐스팅
- 김갑수 : 수 역
- 양정지 : 난희 역
- 이응경 : 혜숙 역
- 김정현 : 동준 역
- 이호재 : 낯선사람 역
- 이영욱 : 형 역
- 김정팔 : 젊은 수 역
- 서희승 : 양의사 역
- 민경진 : 한의사 역
- 박인서 : 작부 역
- 배수만 : 젊은형 역
- 김민정 : 여자 1 역
- 박유미 : 여자 2 역
- 변지영 : 여자 3 역
- 김묘순 : 난희할머니 역
- 이상천 : 이 선생 역
- 김정숙 : 포구여자 1 역
- 이효숙 : 포구여자 2 역
- 하재영 (특별출연)